# Julius Nepos
Julius Nepos, född cirka 430, död 25 april 480, var kejsare över det västromerska riket juni 474–25 april 480. Från och med 28 augusti 475 regerade Nepos från provinsen Dalmatia i exil, då Romulus Augustulus satts på Västroms tron i Ravenna. Augustulus hade mycket liten makt utanför Italien och Nepos fortsatte göra anspråk på titeln fram till sin död 480, med stöd från både Östrom och de delar av Gallien som kvarstod under västromersk kontroll.  
Nepos hade blivit krönt med stöd av den östromerske kejsaren Leo I, som tvingat den tidigare kejsaren Glycerius att abdikera. Även efter att direkt västromersk kontroll upphört i Italien i och med Romulus Augustulus avsättning år 476 av Odovakar (den händelse som vanligtvis brukar ses som slutet för det västromerska riket) fortsatte det östromerska riket att betrakta Nepos som legitim västromersk kejsare och tvingade Odovakar, nu i kontroll av Italien att betala tribut och betrakta honom som sin lagliga monark. Nepos lönnmördades år 480, varpå den östromerske kejsaren Zeno avskaffade titlarna "västromersk kejsare" och "östromersk kejsare" och kallade sig för ensam kejsare för hela riket.
På grund av att han är den sista som lagligen innehade titeln betraktas Nepos ibland som den sista västromerska kejsaren, men det är oftast Romulus Augustulus som anses vara det på grund av att Nepos under åren 476–480 egentligen inte hade någon direkt kontroll, inte ens över Italien.

## Västromersk kejsare

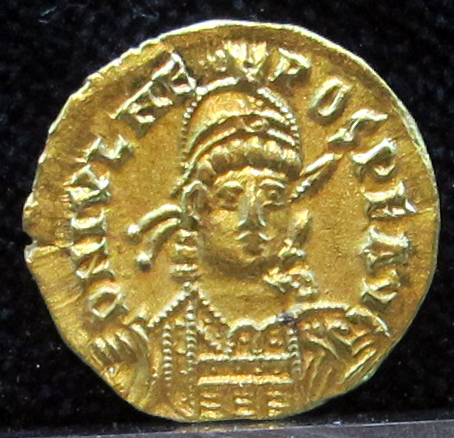
Solidus av Julius Nepos, präglat i Ravenna.

470-talets västromerska rike var betydligt mer försvagat än det hade varit bara några årtionden tidigare och de facto en klientstat till Östrom, även om positionerna som västromersk och östromersk kejsare juridiskt sett var likvärdiga. Nepos hade utsetts av den östromerska kejsaren Leo I att avsätta den regerande västromerska kejsaren Glycerius. Detta på grund av att Glycerius satts på tronen av den burgundiske härmästaren Gundobad år 473. Leo I var den enda legitima romerska kejsaren enligt romersk lag, och hade därav rätten att utse en ny västlig kejsare.

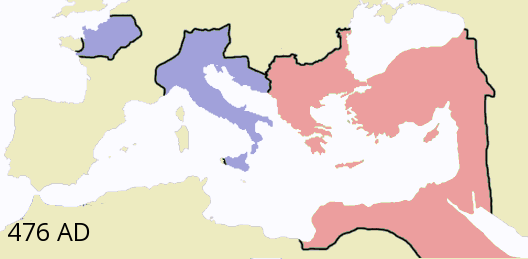
Västromerska riket (blått) och Östromerska riket (rött) på 470-talet.

Nepos var guvernör över provinsen Dalmatia, då i stort sett självständig men juridiskt sett en del av Västrom. Nepos trängde in i den västromerske huvudstaden Ravenna i juni år 474 och tvingade Glycerius att abdikera, men skonade hans liv och utsåg honom till biskop i Salona.
Nepos tid som kejsare över hela det återstående västromerska riket (nu bestående av Italien, delar av Illyrien och Gallien samt möjligen delar av Mauretanien) skulle bli kort. Ungefär ett år efter att han tagit tronen i Ravenna avsattes Nepos av sin härmästare, Orestes. Nepos tvingade fly till Dalmatia i ett skepp och Orestes krönte sin egen son, som inte var mer än 15 år gammal, till västromersk kejsare samma år under namnet "Romulus Augustus".

## Avsättning och fortsatt regeringstid i Dalmatia

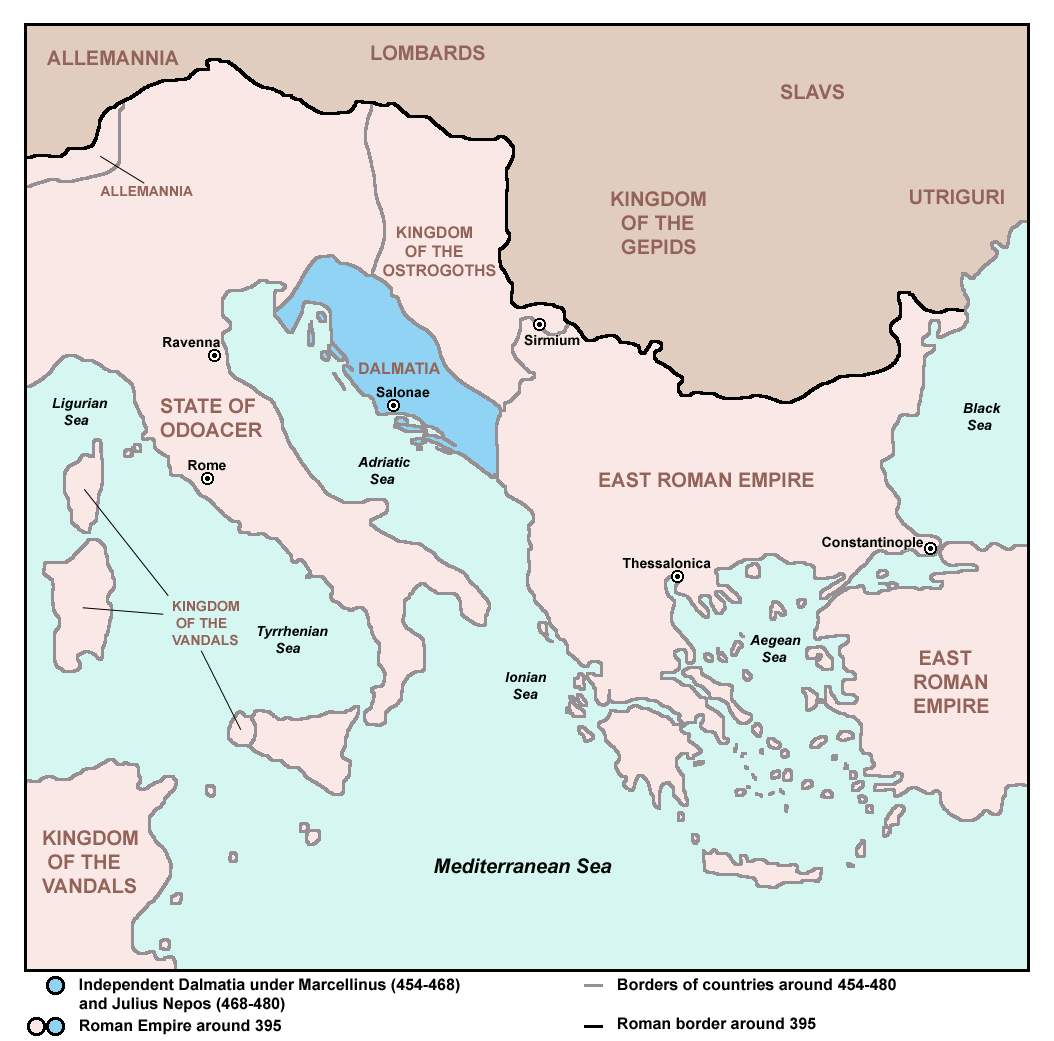
Nepos domän i Dalmatia och kringliggande stater. Det ostrogotiska kungariket var vasaller till Östrom och Odovakars rike i Italien stod formellt under Julius Nepos.

Varför Orestes valde att kröna sin son till en "marionettkejsare" istället för att bara kröna sig själv är okänt. Det östromerska riket genomgick under den här tiden ett inbördeskrig om positionen som kejsare och ingen av de två anspråkstagarna, Zeno och Flavius Basiliscus, erkände Romulus Augustulus som västromersk kejsare. I Östroms ögon var Julius Nepos fortfarande ensam kejsare över Västrom. Romulus Augustulus regeringstid blev ännu kortare än Julius Nepos. Den 4 september 476 avsatte Odovakar, ledare för de germanska foederati i Italien, Romulus Augustulus och dödade Orestes.
Trots att Romulus avsatts återvände Nepos inte till Italien. Han fortsatte att regera från Dalmatia som "Kejsare över Väst", vilket stöddes av kejsaren Zeno i Konstantinopel och guvernören Syagrius i Gallien. Odavakar utnyttjade senaten i Rom, som nu var under hans kontroll, att be Zeno att avsluta konceptet om ett delat romerskt rike och samtidigt legitimisera Odavakars styre över Italien som en vassal till Zeno. Zeno utnämnde Odavakar till Dux italiae ("hertig över Italien") men tvingade honom även att erkänna Nepos som sin lagliga kejsare, vilket Odovakar gjorde. Rent praktiskt blev Odavakar en mer och mer självständig kung över Italien, men fortsatte att prägla mynt i Nepos namn och erkänna honom som kejsare. Nepos själv hade nästintill ingen egentlig makt utanför Dalmatia. På det här viset fortsatte det västromerska riket att existera efter 476, fast mer som en formalitet än det rike det en gång var.

### Död
År 480, fortfarande regerande från Dalmatia, mördades Julius Nepos av en av sina egna soldater. Det exakta datumet är oklart, men är troligtvis antingen den 25 april, 9 maj eller 22 juni. Den 25 april brukar betraktas som det mest troliga datumet.
Det är fortfarande osäkert vem som står bakom mordet och varför det utfördes. Man vet säkert att Odovakar, åtminstone från och med år 479, såg Nepos som ett hot som han ville eliminera. Det är möjligt att Nepos planerat att återta Italien eller att den tidigare västromerske kejsaren Glycerius, nu biskop i Salona (Dalmatias huvudstad) planerat en hämnd efter sin avsättning. En av Nepos tidigare anhängare, Ovida, regerade över Dalmatia efter hans död. Odovakar utnyttjade tillfället för att invadera och annektera Dalmatia till sitt rike.